# Liste der brasilianischen Botschafter in Nordkorea
Die Botschaft befindet sich in Pjöngjang.
| Ernannt       | Name                         | Bemerkungen | Mensagem Senado Federal | im Senat des Nationalkongress vorgestellt am | ernannt von               | akkreditiert während der Regierung von | Posten verlassen |
| ------------- | ---------------------------- | --- | ----------------------- | -------------------------------------------- | ------------------------- | -------------------------------------- | ---------------- |
| 5. Juli 2002  | Affonso Celso de Ouro-Preto  | Amtssitz in Peking | MSF 147 de 2002         | 19. Juni 2002                                | Fernando Henrique Cardoso | Hong Song-nam                          |                  |
| 13. Dez. 2005 | Luiz Augusto de Castro Neves | Amtssitz in Peking | MSF 132 de 2005         | 23. Nov. 2005                                | Luiz Inácio Lula da Silva | Pak Pong-ju                            |                  |
| 16. Juli 2008 | Clodoaldo Hugueney Filho     | Amtssitz in Peking | MSF 105 de 2008         | 18. Juni 2008                                | Luiz Inácio Lula da Silva | Kim Yong-il                            |                  |
| 18. März 2009 | Arnaldo Carrilho             | (* 10. Juni 1937 in Rio de Janeiro) Sohn von Margarida da Fonseca Moura Carrilho und Eymard Dantas Carrilho, 1973: Geschäftsträger in Dschidda, 1973: Geschäftsträger in Berlin, 1976: Geschäftsträger beim Heiligen Stuhl, 1980 und 1981: Geschäftsträger in Rabat. | MSF 240 de 2008         | 4. März 2009                                 | Luiz Inácio Lula da Silva | Kim Yong-il                            |                  |
| 12. Jan. 2012 | Roberto Colin                | (* 29. März 1953 in Blumenau) Sohn von Isaura Colin und Harald Colin | MSF 123 de 2011         | 29. Nov. 2011                                | Dilma Rousseff            | Choe Yong-rim                          |                  |